# 若昂迪亚斯
若昂迪亚斯是巴西北大河州的一个市镇。总面积88.173平方公里，总人口2553人，人口密度29人/平方公里。